# Josef Blotz

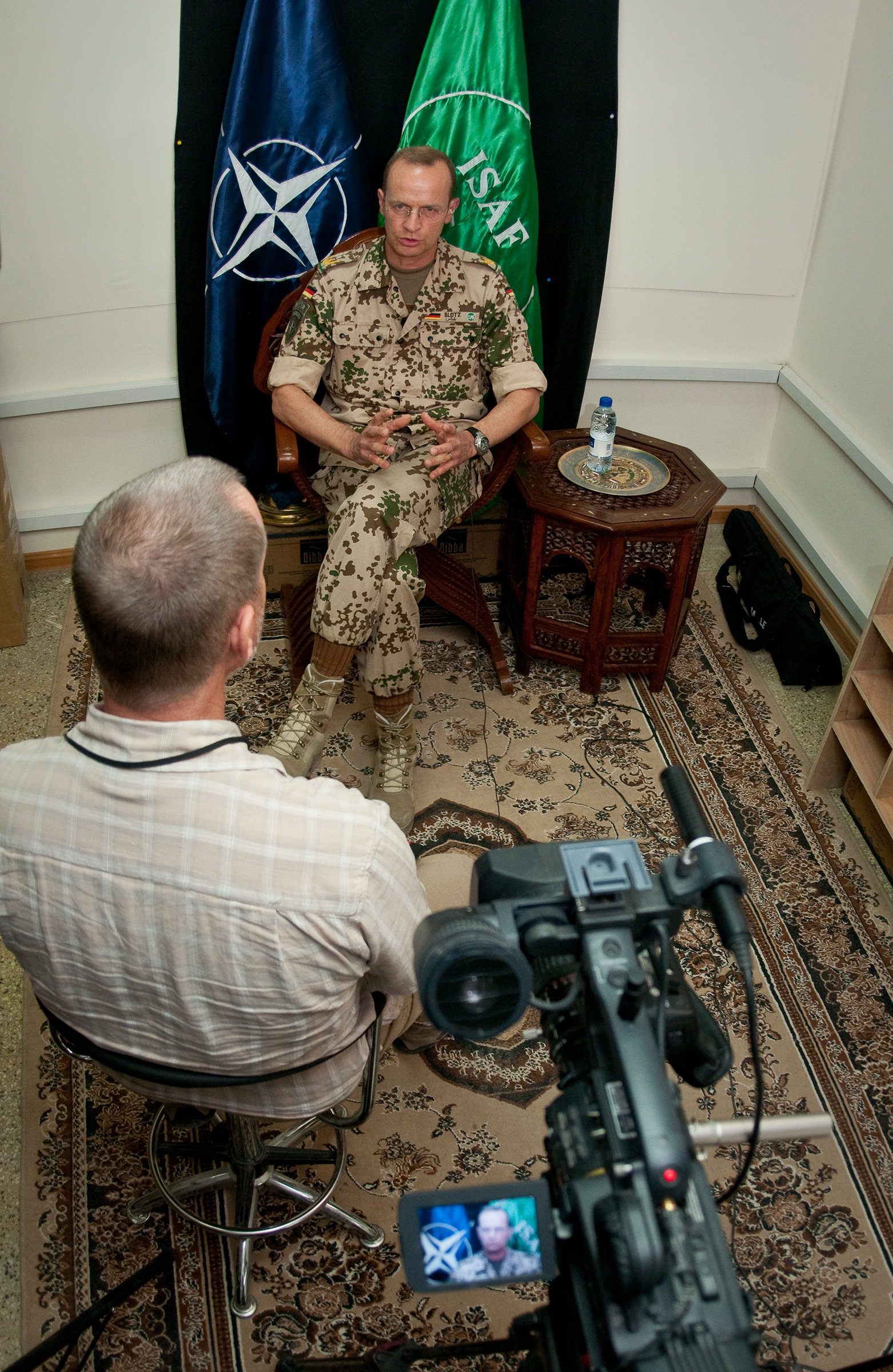
Josef Blotz

Josef Dieter Blotz, auch Josef D. Blotz, (* 22. November 1956 in Hadamar) ist ein ehemaliger Generalmajor des Heeres der Bundeswehr. In seiner letzten Dienststellung war er Stellvertretender Kommandierender General des Eurokorps in Straßburg (Frankreich). Seit Januar 2023 ist er Mitglied des Souveränen Rates und seit Februar 2025 Großhospitalier des Malteserorden.

## Militärische Laufbahn

### Ausbildung und erste Verwendungen
Nach dem Abitur an der Fürst-Johann-Ludwig-Schule in Hadamar trat Blotz zum 1. Juli 1975 als Offizieranwärter in den Dienst der Bundeswehr, wo er anfangs in der 3. Kompanie des Jägerbataillons 42 in Kassel eingesetzt war. 1976 absolvierte er den Offizieranwärterlehrgang an der Infanterieschule in Hammelburg. Von 1976 bis 1979 studierte er an der Universität der Bundeswehr München und schloss das Studium als Diplom-Pädagoge ab. Während dieser Zeit wurde er am 1. Oktober 1977 zum Leutnant befördert. Nach dem Studium erfolgte die Versetzung nach Westerburg bzw. Schwarzenborn, wo Blotz von 1980 bis 1987 als Zugführer und Kompaniechef im Panzergrenadierbataillon 152 diente. Von 1987 bis 1989 absolvierte er den 30. Generalstabslehrgang an der Führungsakademie der Bundeswehr in Hamburg.

### Dienst als Stabsoffizier
Nach Absolvieren des Generalstabslehrgangs wurde Blotz ins Bonner Bundesministerium der Verteidigung versetzt, wo er bis 1991 als Referent im Führungsstab der Streitkräfte (FüS II 4) eingesetzt war. Nach der Deutschen Wiedervereinigung übernahm Blotz von 1991 bis 1993 als Operationsstabsoffizier (G3) der Heimatschutzbrigade 37 in Dresden einen Dienstposten im Osten Deutschlands. Von 1993 bis 1995 erfolgte eine Verwendung bei der NATO. Blotz war während dieser Zeit Stabsoffizier in der Stabsabteilung für Nachrichtenwesen im Supreme Headquarters Allied Powers Europe (SHAPE) im belgischen Mons.
Zurück in Deutschland übernahm Oberstleutnant Blotz 1995 mit dem Jägerbataillon 581 (im Herbst 1997 in Jägerbataillon 1 Berlin umbenannt) in Berlin ein Truppenkommando und führte dies bis 1997. Im Anschluss daran war er abermals im Bonner Ministerium eingesetzt und war dort für ein Jahr Referent beim Führungsstab des Heeres (FüH III 1) unter dem Kommando des Chefs des Stabes Norbert van Heyst. Vom Juni bis zum Dezember 1998 war Blotz militärischer Assistent des Chefs des Stabes, Hubert Gosch, der SFOR in Sarajevo. Im Anschluss daran wurde er nach Madrid versetzt, wo er von 1999 bis 2000 als Abteilungsleiter Ausbildung und Übungen im Joint Headquarters Southwest (Allied Forces Southern Europe) eingesetzt war. Wieder in Deutschland diente Blotz von 2000 bis 2002 als Gruppenleiter (G3 Einsatz) im Heeresführungskommando in Koblenz unter den Chefs des Stabes Wolfgang Korte und Roland Kather. 2002 erfolgte die Versetzung nach Bonn, wo er bis 2004 als Referatsleiter für Konzeptionen und Fähigkeitsanalysen im Führungsstab des Heeres (FüH III 2) unter dem Chef des Stabes Hans-Otto Budde diente. Von 2004 bis 2005 schloss sich ein Studium an der National Defense University in Washington, D.C. an, welches er mit einem Master of Science in National Security Strategy abschloss. Von August bis Dezember 2005 war er zur besonderen Verwendung des Chefs des Stabes beim Heeresführungskommando, Bruno Kasdorf, in Koblenz eingesetzt.

### Dienst als General
Vom Januar 2006 bis zum September 2007 kommandierte Blotz die Panzergrenadierbrigade 30 in Ellwangen und wurde in dieser Verwendung am 1. Dezember 2006 auch zum Brigadegeneral ernannt. Ebenfalls in diese Zeit fällt Blotz' Auslandseinsatz im Rahmen der ISAF in Afghanistan, wo er vom Februar bis Juli 2007 als Regionalkommandeur Nord (RC North) in Masar-e Scharif eingesetzt und zudem Kontingentführer des 13. Einsatzkontingentes der Bundeswehr war. Die Ellwanger Brigade übergab Blotz am 28. September 2007 zur Auflösung an Joachim Pollok. Im Oktober 2007 übernahm er das Kommando über die Infanterieschule in Hammelburg und war damit zugleich General der Infanterie. Dieses Kommando gab er am 13. April 2010 an Hans Günter Engel ab. Zum 20. April 2010 übernahm Blotz den Posten des Sprechers ISAF in Afghanistan und ist damit Sprachrohr des ISAF-Kommandeurs, zunächst unter US-General Stanley A. McChrystal, nach dessen Ablösung unter General David Petraeus. Diese Funktion übergab er im Juli 2011 an Carsten Jacobson. Am 1. Oktober 2011 wurde er Abteilungsleiter II Militärpolitik der Deutschen NATO-Vertretung in Brüssel. Am 1. Juli 2013 wurde er unter Beförderung zum Generalmajor Director Operations Division im International Military Staff (NATO HQ) in Brüssel. Am 1. Juli 2016 folgte er Generalmajor Walter Ohm als Abteilungsleiter Einsatz im Kommando Streitkräftebasis nach. Diesen Dienstposten übernahm zum 1. Mai 2018 Flottillenadmiral Jan Christian Kaack. Blotz selbst war seit 1. März 2018 für ein Jahr im Auslandseinsatz als Senior Military Advisor der United Nations Support Mission in Libya (UNSMIL). Damit war er einer der engsten Berater des Leiters der Mission, des Sondergesandten des Generalsekretärs der Vereinten Nationen Ghassan Salamé. Nach seiner Rückkehr im April 2019 wurde Blotz zum 1. Oktober 2019 Stellvertretender Kommandierender General des Eurokorps in Straßburg (Frankreich). Im Jahr 2021 trat Blotz nach 46 Dienstjahren in den Ruhestand.

## Malteserorden
1992 trat Josef D. Blotz als Magistral-Ritter in Obödienz in den Souveränen Malteserorden ein. Seit Januar 2023 ist Blotz als einziger deutscher Vertreter eines von 13 Mitgliedern des Souveränen Rates, des obersten Gremiums des weltweiten Malteserordens. Nach dem Rücktritt von Fra' Alessandro de Franciscis am 17. Februar 2025 ernannte ihn der Souveräne Rat während einer außerordentlichen Sitzung am 18. Februar 2025 als den Großhospitalier des Malteserordens.

## Privates
Blotz ist verheiratet, hat zwei Kinder und lebt derzeit in Adendorf im Rhein-Sieg-Kreis. Er ist römisch-katholisch und Mitglied der Gemeinschaft Katholischer Soldaten (GKS). Für dieses ehrenamtliche Engagement wurde er am 4. Juli 2018 mit dem Verdienstkreuz am Bande des Verdienstordens der Bundesrepublik Deutschland ausgezeichnet.
Im Februar 2024 beteiligte Blotz sich an einer Erklärung von 286 Nachkommen der Widerstandskämpfer gegen das NS-Regime und rief dazu auf, „aus der Geschichte zu lernen und die Demokratie zu stärken“.
 

Josef Blotz wurde 2022 an der Brandenburgischen Technischen Universität Cottbus-Senftenberg zum Thema „Denkmäler für den Widerstand gegen den Nationalsozialismus. Topographie einer deutschen Erinnerungslandschaft am Beispiel des 20. Juli 1944.“ promoviert. Zu seinem 2024 bei De Gruyter in Buchform veröffentlichten Werk heißt es in einer Rezension auf literaturkritik.de: 

„Diesem Buch ist eine große Leserschaft zu wünschen, insbesondere in Zeiten, in denen sowohl der Bagatellisierung („Fliegenschiss“: Alexander Gauland) als auch der anscheinend nicht mehr notwendigen Verbrämung der NS-Verbrechen mediale und politische Plattformen geboten werden.“

## Veröffentlichungen
- Soldat und Christ – Wie passt das zusammen? Oder: Können Kriegsleute auch in seligem Stande sein?. In: Daniel E.D. Müller, Christoph Studt (Hrsg.): „…und dadurch steht er vor Freisler, als Christ und als gar nichts anderes …“. Christlicher Glaube als Fundament und Handlungsorientierung des Widerstandes gegen das „Dritte Reich“ (= Schriftenreihe der Forschungsgemeinschaft 20. Juli 1944 e. V., Bd. 25) Augsburg 2019, ISBN 978-3-95786-234-1, S. 131–145.
- ZMSBw (Hrsg.): Denkmäler für den Widerstand gegen den Nationalsozialismus. Topographie einer deutschen Erinnerungslandschaft am Beispiel des 20. Juli 1944 (= Beiträge zur Militärgeschichte. Band 83). De Gruyter Oldenbourg, 2024, ISBN 978-3-11-138051-3.